# Alfred Reisenauer

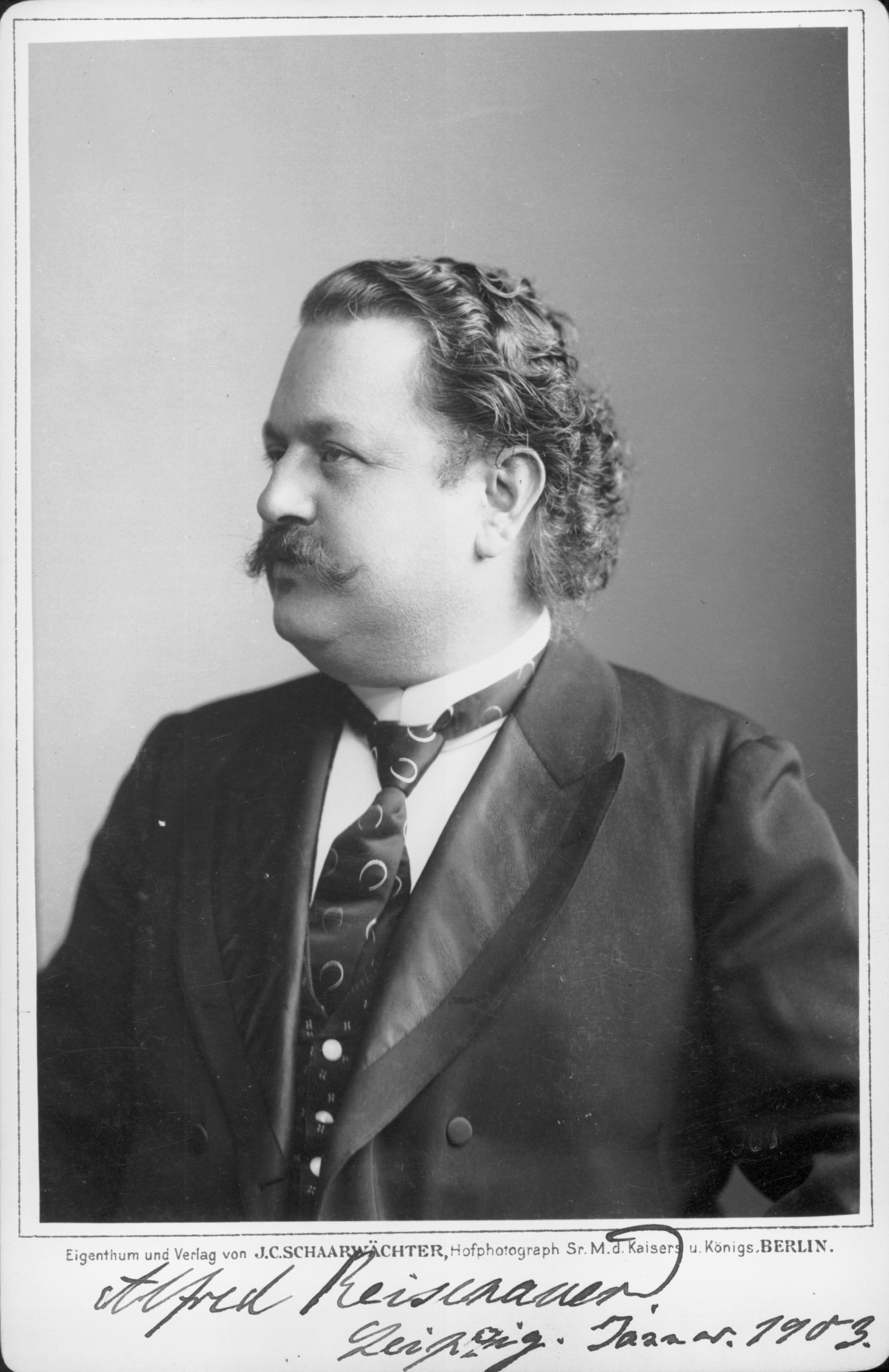
Porträt von J. C. Schaarwächter

Alfred Reisenauer (* 1. November 1863 in Königsberg; † 3. Oktober 1907 in Libau) war ein deutscher Pianist, Komponist und Musikpädagoge.

## Leben
Reisenauer war ein Wunderkind, er war kurz Schüler von Louis Köhler und ab 1874 Schüler von Franz Liszt, bei dem er bis zu dessen Tod 1886 blieb. Er war einer der bedeutendsten Klavierpädagogen und Pianisten seiner Zeit, ab 1885 war er 1. Klavierlehrer am Konservatorium Sondershausen, ab 1900 Klavierlehrer am Konservatorium Leipzig und später Direktor desselben. Zu seinen Schülern gehören u. a. Sigfrid Karg-Elert, Sergei Bortkiewicz, Bruno Hinze-Reinhold und Anatol von Roessel.
Als Pianist war er außerordentlich erfolgreich und bekannt für sein sensibles Spiel. Seine größten Erfolge als Pianist hatte er in Deutschland und Russland. Insgesamt gab er mehr als 2000 Konzerte, darunter außer in Berlin und Leipzig zahlreiche in Helsinki, Moskau und Sibirien, Boston (Mass.) und New York, aber auch in China. Er vertonte zahlreiche Lieder.
Am 10. April 1905 nahm er zehn Klavierstücke für das Reproduktionsklavier Welte-Mignon im Leipziger Aufnahmestudio von Welte auf.
Reisenauer wurde starker Alkoholiker und trank auf seinen Konzerttouren große Mengen Champagner. Er verstarb 1907 während einer Konzertreise in Libau in seinem Hotelzimmer, nachdem er eine blendende Vorstellung gegeben hatte.